# Amstel Gold Race 2007
La 42ª edición de la Amstel Gold Race 2007 se disputó el lunes 22 de abril de 2007. Se disputó entre Maastricht y Valkenburg con 253,1 km de recorrido.
Stefan Schumacher fue el vencedor de la carrera, seguido de otro compañero de su mismo equipo, el Gerolsteiner, el corredor Davide Rebellin, que logró al sprint la segunda plaza. Rebellin, tras los puntos logrados en la carrera, quedó segundo en la clasificación provisional UCI ProTour 2007.

## Clasificación final
| Pos. | Ciclista           | Equipo                | Tiempo     |
| ---- | ------------------ | --------------------- | ---------- |
| 1.   | Stefan Schumacher  | Gerolsteiner          | 6h 11' 49" |
| 2.   | Davide Rebellin    | Gerolsteiner          | + 21"      |
| 3.   | Danilo Di Luca     | Liquigas              | + 22"      |
| 4.   | Matthias Kessler   | Astana                | + 23"      |
| 5.   | Michael Boogerd    | Rabobank              | + 24"      |
| 6.   | Paolo Bettini      | Quick Step-Innergetic | + 27"      |
| 7.   | Alejandro Valverde | Caisse d'Epargne      | + 27"      |
| 8.   | Óscar Freire       | Rabobank              | + 1' 07"   |
| 9.   | Riccardo Riccò     | Saunier Duval-Prodir  | m.t.       |
| 10.  | Fränk Schleck      | CSC                   | m.t.       |